# Robert Matysiak
Robert Stanisław Matysiak (ur. 5 listopada 1968 w Niemodlinie) – polski duchowny starokatolicki, Pierwszy Biskup Narodowego Kościoła Katolickiego w Niemczech, arcybiskup Rzymsko-Katolickiego Kościoła Anglii i Walii Rytu Łacińskiego. Był ordynariuszem diecezji niemieckiej oraz biskupem Kościoła Starokatolickiego w RP; w 2017 roku pełnił funkcję członka Rady Kościoła Starokatolickiego w RP.

## Życiorys
Kształcił się w Wyższym Seminarium Duchownym Polskiego Narodowego Kościoła Katolickiego im. bpa Józefa Padewskiego w Warszawie. Od 1986 instruktor Związku Harcerstwa Polskiego, był inicjatorem krótkotrwałej restytucji i ówczesnym (2012) naczelnikiem Związku Harcerstwa Polskiego w Niemczech. Działacz polonijny, m.in. prezes oddziału Dolnej Saksonii Związku Polaków w Niemczech oraz członek Rady Naczelnej Związku Polaków w Niemczech. Był inicjatorem utworzenia Medalu „Rodła” przyznawanego przez ZPwN. Wyświęcony na prezbitera 18 lutego 2017 roku przez biskupa Gino Coliccę, niezależnego biskupa z Niemiec. Był między innymi rektorem Starokatolickiego Seminarium Duchownego Diecezji Niemieckiej Kościoła Starokatolickiego w RP, a także konsultorem opracowania projektu Prawa Kanonicznego Kościoła Starokatolickiego w Rzeczypospolitej Polskiej.

## Starokatolicyzm
22 kwietnia 2017 roku Robert Matysiak został wybrany przez Synod Założycielski Biskupem Naczelnym Narodowego Kościoła Katolickiego w Niemczech. W czerwcu 2017 roku wraz z grupą duchownych przeszedł pod jurysdykcję Kościoła Starokatolickiego w Rzeczypospolitej Polskiej. Święcenia biskupie Roberta Matysiaka odbyły się 16 września 2017 w kościele pw. św. św. Piotra i Nikodema przy Dörriesplatz w Hanowerze. Konsekratorami ks. Matysiaka byli biskupi Wojciech Kolm oraz Ezio Maria Scaglione. 10 października 2017 roku Diecezja Niemiecka Kościoła Starokatolickiego w RP podjęła decyzję, aby pozostać autonomiczną jednostką, co za tym idzie odłączyła się od Kościoła Starokatolickiego w RP. Od listopada 2017 roku Robert Matysiak ponownie piastuje urząd Pierwszego Biskupa Narodowego Kościoła Katolickiego w Niemczech.
W marcu 2018 roku powołał dwie diecezje NKK – w Polsce (ustanawiając jej ordynariuszem ks. mgr Grzegorza Wyszyńskiego) oraz w Afryce Centralnej (ordynariuszem został bp Charles Jerome Ndoutoumou Bidjo; obszar jurysdykcji obejmuje Kamerun, Kongo oraz Gabon). 28 lipca 2018 dokonał święceń biskupich ks. Grzegorza Wyszyńskiego wybranego przez Synod Kościoła na biskupa NKK i ordynariusza diecezji polskiej Kościoła.